# 三菱重工West硬式野球部
三菱重工West硬式野球部（みつびしじゅうこうウエストこうしきやきゅうぶ）は、兵庫県神戸市と高砂市に本拠地を置き、日本野球連盟に加盟する社会人野球の企業チームである。
母体は三菱重工業であり、神戸地区（三菱重工業）と高砂地区（三菱重工業・三菱パワー）を拠点としている。

## 概要
1918年創部であり、三菱重工業が母体の硬式野球部の中では1917年創部の三菱重工長崎硬式野球部（2017年に三菱日立パワーシステムズ横浜（現・三菱重工East）と統合し活動休止）に次いで2番目に古い歴史を持つ。
1962年に都市対抗野球に初出場し、1970年の第41回都市対抗野球大会では決勝で左腕・安田猛を擁する大昭和製紙と対戦し、延長14回引き分け再試合の末に敗れ準優勝となった。
1974年に日本選手権に初出場しベスト8入りし、1997年の第24回日本選手権では初優勝を果たした。
2015年、かねてより神戸と高砂の両地区を拠点としていた経緯から、チーム名を『三菱重工神戸・高砂硬式野球部』に改称した。都市対抗野球大会では、神戸市・高砂市両方の代表となる。
2018年の第89回都市対抗野球大会では、48年ぶりの決勝に進出するが、大阪ガスに敗れ準優勝となった。
2021年、三菱重工の硬式野球部再編に伴い、三菱重工名古屋・三菱重工広島の一部選手を編入し、『三菱重工West硬式野球部』に改称した。

## 設立・沿革
- 1918年 - 『三菱造船神戸』として創部。
- 1934年 - 本社改称に伴い、チーム名を『三菱重工神戸』に改称。
- 1950年 - 本社改称に伴い、チーム名を『中日本重工業神戸』に改称。
- 1951年 - 第1回日本産業対抗野球大会出場。
- 1952年 - 本社改称に伴い、チーム名を『新三菱重工神戸』に改称。
- 1962年 - 都市対抗野球に初出場（初戦敗退）。
- 1964年 - 本社改称に伴い、チーム名を『三菱重工神戸』に改称。
- 1970年 - 都市対抗野球で準優勝。
- 1974年 - 日本選手権に初出場（8強）。
- 1997年 - 日本選手権で初優勝。
- 2015年 - 体制変更に伴い、チーム名を『三菱重工神戸・高砂』に改称。
- 2021年 - 体制変更に伴い、チーム名を『三菱重工West』に改称。

## 練習場
- 三菱二見グラウンド（兵庫県明石市二見町南二見1番地）

## 主要大会の出場歴・最高成績
- 全日本アマチュア野球王座決定戦 - 出場1回
- 都市対抗野球大会 - 出場40回、準優勝2回（1970、2018年）
- 社会人野球日本選手権大会 - 出場28回、優勝1回（1997年）
- JABA日立市長杯争奪大会 - 優勝1回（2013年）
- JABA静岡大会 - 優勝2回（1992、2003年）
- JABA高砂市長杯争奪大会 - 優勝1回（1980年）
- JABA京都大会 - 優勝3回（2021、2022、2023年）

## 主な出身プロ野球選手

### 三菱重工神戸時代
- 阪田隆（外野手） - 1970年ドラフト5位で南海ホークスに入団
- 香川正人（投手） - 1977年ドラフト5位で近鉄バファローズから指名を受け、翌1978年シーズン終了後に入団
- 栗田聡（投手） - 1986年ドラフト1位で広島東洋カープに入団
- 五十嵐英樹（投手） - 1992年ドラフト3位で横浜ベイスターズに入団
- 後藤利幸（投手） - 1994年ドラフト5位で千葉ロッテマリーンズに入団
- 小田幸平（捕手） - 1997年ドラフト4位で読売ジャイアンツに入団、2021年にヘッドコーチとして復帰[5]
- 西川雅人（投手） - 退団後、四国・九州アイランドリーグの愛媛マンダリンパイレーツを経て、2008年ドラフト5位でオリックス・バファローズに入団
- 山本哲哉（投手） - 2009年ドラフト2位で東京ヤクルトスワローズに入団
- 古野正人（投手） - 2011年ドラフト6位で東京ヤクルトスワローズに入団

### 三菱重工West時代
- 森翔平（投手） - 2021年ドラフト2位で広島東洋カープに入団
- 八木彬（投手） - 2021年ドラフト5位で千葉ロッテマリーンズに入団
- 竹田祐（投手） - 2024年ドラフト1位で横浜DeNAベイスターズに入団

## 元プロ野球選手の在籍選手
- 若竹竜士（元：北海道日本ハムファイターズ、阪神タイガース） - 投手（2014年 - 2018年）
- 金田和之（元：阪神タイガース、オリックス・バファローズ） - 投手（2022年 - 2023年）
- 北條史也（元：阪神タイガース） - 内野手（2024年 -）
- 辻垣高良（元：オリックス・バファローズ） - 投手（2024年 -）

## かつて在籍していた選手・監督
- 川崎孝（外野手） - 選手・監督として在籍。1969年から監督を務め、一度退いたのちに1982年から1984年までも務めた。
- 清水稔（捕手）- 選手・監督として在籍。2000年から2003年まで監督。その後チームの部長を務めている。